# Angelo Di Livio
Angelo Di Livio (Roma, Italia, el 26 de julio de 1966) es un futbolista italiano retirado que jugaba en la posición de centrocampista defensivo . Le apodaban "soldatino" (pequeño soldado).
Di Livio ha jugado en clubs como Reggiana (1985-86), Nocerina (1986-87), Perugia (1987-89), Padova (1989-93), Juventus (1993-99), y Fiorentina (1999-2005). Con Juventus, ganó tres scudettos, una Champions League además de dos subcampeonatos de la misma competición, dos supercopas de Italia y una copa de Italia. En 2002, cuando la Fiorentina quebró, nació de nuevo como Florentia Viola en Serie C2, Di Livio era el único jugador para quedarse con el equipo, mostrando su dedicación trabajando contra la bancarrota, y jugando en las ligas inferiores de fútbol italiano para elevarse atrás a Serie A en 2004.
Con la Italia, Di Livio jugó 40 veces, pero nunca ha anotado. Él jugó con su país en la Euro 96, en la Copa Mundial de fútbol de 1998, la Euro 2000, y en la Copa Mundial de Fútbol de 2002. Su primer partido de campeonato lo jugo el 6 de septiembre de 1995 contra la Eslovenia y su último mundial fue el 18 de junio de 2002 contra Corea del Sur. Solía jugar más atrás que los demás compañeros en el centro del campo, tapando los agujeros que los demás solían dejar.
Actualmente trabaja como entrenador del equipo juvenil del AS Roma ("Allievi" Coppa Lazio), y su hijo Lorenzo Di Livio también juega para el equipo "giallorosso" juvenil.

## Torneos nacionales
- 1994/95 - CAMPEÓN - Scudetto (Juventus)
- 1995 - CAMPEÓN - Supercopa de Liga (Juventus)
- 1996/97 - CAMPEÓN - Scudetto (Juventus)
- 1997 - CAMPEÓN - Supercopa de Liga (Juventus)
- 1997/98 - CAMPEÓN - Scudetto (Juventus)
- 2000/01 - CAMPEÓN - Copa de Italia (Fiorentina)

## Torneos internacionales
- 1994/95 - SUB-CAMPEÓN - Copa UEFA (Juventus)
- 1995/96 - CAMPEÓN - Champions League (Juventus)
- 1996 - CAMPEÓN - Copa Intercontinental (Juventus)
- 1996/97 - SUB-CAMPEÓN - Champions League (Juventus)
- 1997/98 - SUB-CAMPEÓN - Champions League (Juventus)
- 2000 - SUB-CAMPEÓN - Eurocopa (Selección de Italia)